# 岩倉流泳法
岩倉流泳法（いわくらりゅう えいほう）は江戸時代に紀州藩士の岩倉重昌が開き、現在も伝承される古式泳法流派である。

## 概要
1710年、紀州藩の五代藩主徳川吉宗が、家臣の岩倉郷助重昌に藩士の水芸指南を命じたことが起源とされる。
基本的な泳ぎ方は「立泳」「抜手」で、ほかに水上術・跳飛術・浮身術・飛込術・水中術などの様々な技術がある。水難避けや人命救助にも重きをおいている。
1930年（昭和5年）に全国的な泳法流派が加盟する日本游泳連盟が設立され、規約で岩倉流、踏水術（小堀流）、観海流、向井流、野島流、山ノ内流、神伝流、水府流太田派が加盟し、設立時加盟団体となった。
日本水泳連盟公認の古流泳法で、1965年（昭和40年）4月14日に、和歌山県無形民俗文化財に指定された。
前畑秀子が幼少期に練習していたという。